# 仮装巡洋艦バシリスク
『仮装巡洋艦バシリスク』（かそうじゅんようかんバシリスク、ISBN 4150302006）は、谷甲州のハードSF中編集。また表題作に登場する同名の惑星間航行型戦闘艦艇。他の作品群と共に『航空宇宙軍史』シリーズの一角を成す。1985年4月30日発行。

## 収録作品とあらすじ
- 『星空のフロンティア』
2076年、航空宇宙軍における5年間の定期兵役を終えた「俺（ジョー・シマザキ）」は、会ったこともない母親が25年前に起こしたという事件の賠償として、170年間もの兵役を命じられる。航空宇宙軍のあまりに性急な恒星間探査計画をいぶかしく思いながらも、「俺」は甲板員として外宇宙艦隊の支援艦、シビル11に乗り組み、かつて銀河系中心へ向かったという探査船、オディセウス-0の航跡を追う。ついに「超光速シャフト」と接触したシビル11だが……。
- 『砲戦距離一二、〇〇〇』 - 英語訳が存在。#外部リンクを参照。
第一次外惑星動乱さなかの2100年、航空宇宙軍船団の直衛にあたっていた警備艦は、小惑星帯において、赤外放射を押さえ「死んだふり」をする敵機をレーダーに捉える。機動爆雷と判断し手順通りの攻撃を加えるが、これをかわした敵機は思いがけない超長距離レーザー砲撃により船団を壊滅させる。警備艦も万事休すと思われたが……。無人砲艦ヴァルキリーが初登場。
- 『襲撃艦ヴァルキリー』
外惑星動乱から130年後の2230年、プロクシマ星系へと向かう船団の旗艦に乗務するダツ中佐は、先導艦から未確認物体の接近を告げられる。さらに、目的地である第一惑星のケイロンで非合法組織による恐喝事件が発生、船団を人質に要求を突きつけているという。接近中の物体 = ヴァルキリーによって、射程外から船団を破壊できるのだ、と……。ヴァルキリーのさらに後方から接近する、もう一つの光点の正体を探る中佐のもとに、艦隊司令長官から通信が入る。やむを得ず要求を呑むというのだが、このとき先導艦は既に撃破された後だった。どうなっているのか……？
- 『仮装巡洋艦バシリスク』
シリウス星系に滞在するカンチェンジュンガ級宙域制圧戦闘母艦の3番艦「アコンカグア」所属の艦載哨戒機、グルカ107は、太陽系方向から飛来する物体との邂逅を命じられる。その物体、仮装巡洋艦バシリスクは、150年前の外惑星動乱時に太陽系を離れたものだったが、現在の慣性速度ではシリウス到達には3,000年かかるはずであった……。幽霊船のようにも思える艦内を調査する大崎一曹は、メモリイ・バンク記録の消滅を危惧した艦長が残した手書きのノートを発見する。読み進めるうちに、驚愕の事実が明らかとなる。エアロックに船外服が一着しかなかったのは……。『星空のフロンティア』と共に、『終わりなき索敵』とリンクする。

## バシリスクについて

### 建造経緯
第一次外惑星動乱開戦前夜、増大する航空宇宙軍の脅威に対抗する手段として外惑星連合のタイタン軍が建造した仮装巡洋艦のうちの一隻。航空宇宙軍が保有する正規フリゲート艦とは違い、共通規格の大型輸送艦をベースに軍用に改装しているため装甲及び加速性能が著しく劣るがその分大量建造が可能だった。

### 主兵装・定員等
艦長はニルス・ヘルナー中佐。主兵装は航宙爆雷。必要に応じて機雷も搭載することが可能。定員は通常はドクター要員を含めて九人だが、もとが輸送艦なだけに多少の余裕を見越して設計されているらしい。

### 劇中の活躍
第一次外惑星動乱開戦直前まで、タイタン軍情報収集船。2099年2月にはラグランジュ-2にあるセレーネ市に入港していた。この際、タナトス戦闘団隊長のヘロム・〝ダンテ〟・フェルナンデス中佐を収容し治療した。直後にタイタンに帰港、仮装巡洋艦としての改装を受ける。
第一次外惑星動乱開戦時には月・地球系の奇襲に参加。静止軌道上のアトランティック・ステーションを攻撃、太陽でスイングバイし、外惑星に向かう軌道を取って離脱した。航空宇宙軍の軍令部を攻撃し、内惑星系の防衛網を突破して外惑星系に離脱するという大胆な指揮であったが、水星系などの防衛網が貧弱であったために却って損傷を受けることがなかった。帰還にあたり、月面セント・ジョージ市を襲撃したタナトス戦闘団の一部を便乗させている。
本作戦を含め、12回の作戦行動に従事。13回目の出撃時にゾディアック級フリゲート「タウルス」を含む艦隊の攻撃を受けシリウス方向に離脱。タウルスのレーザ砲撃を受け減速不能に陥り、船籍を抹消された。
なお、航空宇宙軍が附与した識別番号は00-6284-A。